# Имагава Ёсимото
Имагава Ёсимото (яп. 今川 義元 Имагава Ёсимото, 1519 — 12 июня 1560) — 9-й глава рода Имагава, сын Имагава Удзитики и младший брат Имагавы Удзитеру, один из известнейших даймё эпохи Сэнгоку Дзидай и доминировавший военачальник в регионе Токайдо. Он боролся за сохранение феодальной раздробленности Японии и устоявшегося статус-кво. Имагава Ёсимото долгие годы был союзником Такеды Сингена. За свои успешные завоевательные войны и удачное управления землями получил прозвище «первый лучник в Токайдо» (海道 一 の 弓取).

## Междоусобицы
Ёсимото родился в семье Имагава, когда ею руководил 8-й глава рода, его старший единоутробный брат Удзитэру. Разделяя судьбу многих сыновей самураев, родившихся вторыми или третьими в семье, 4-летний Ёсимото был направлен в монастырь секты Риндзай. Вместе с наставником Охара Юсаем, он должен был изучать Закон Будды до конца своей жизни. Однако в 1536 году Удзитэру внезапно умер. Между Ёсимото и другим сводным братом, который также принял постриг, вспыхнула война за наследство рода Имагава. С помощью наставника, Ёсимото удалось победить оппонента и захватить власть.
Вскоре после завершения борьбы за наследство, Ёсимото женился на дочери Такэды Нобуторы, соседнего даймё из северной провинции Каи (совр. префектура Яманаси), и заключил с ним союз. Это положило начало войне с родом Го-Ходзё, даймё восточных провинций Идзу и Сагами (совр. префектура Канагава), которые издавна были союзниками Имагавы и враждовали с Такэда. В начале Ходзё были успешными в ведении войны, но когда Ёсимото объединил силы с их северо-восточными врагами, ситуация мгновенно изменилась. В 1545 году Имагава удалось отвоевать захваченные противником земли, и установить границу по реке Кисегава.

## Пик славы
На западе земель Ёсимото находились владения рода Мацудайра, который страдал от частых нападений рода Ода во главе с Одой Нобухидэ. Мацудайра попросили протектората у Ёсимото и выслали заложником в его резиденции (замок Сунпу) наследника своего рода — малолетнего Мацудайру Такетиё (позже известного как Токугава Иэясу). Однако передача заложника не удалась из-за измены рода Тода, вассалов Мацудайра, которые отослали Такетиё к Оде Нобухидэ. Ёсимото немедленно отреагировал и уничтожил предателей в их крепости Тахара.
Глава рода Мацудайра умер в 1549 году. Новый глава, Такетиё, находился заложником у Ода. Чтобы вернуть его и не потерять контроль над провинцией Микава, Ёсимото штурмовал пограничный вражеский замок Ан, в котором захватил живьем одного из сыновей Оды Нобухидэ. Имагава обменял его на Такетиё. Желая окончательно закрепить за собой провинцию Микава, Ёсимото присоединил молодого главу рода Мацудайра к своим непосредственным вассалов и даровал ему имя Мотоясу (предоставив иероглиф «мото» (元) из собственного имени). Отныне три провинции региона Токайдо — Суруга, Тотоми и Микава — были под полной властью рода Имагава.
В 1554 году Ёсимото заключил мир с родами Такэда и Го-Ходзё. Образовался так называемый «союз трех стран», который гарантировал Имагава безопасность на востоке и севере. Теперь все внимание было приковано к западной провинции Овари (совр. префектура Айти), где после смерти Оды Нобухидэ начались междоусобицы. Имагава удалось захватить юго-западные владения рода Ода.
В 1558 году Ёсимото передал частичные полномочия главы рода сыну Удзидзанэ, продолжая держать реальную власть в своих руках.

## Гибель
В 1560 году Имагава собрал 25-тысячное войско и вторгся в провинцию Овари, недавно получившей единоличного властителя — Оду Нобунагу. Силы Имагава взяли замок Одака и ряд пограничных фортов и расположились на отдых в Окэхадзаме. Здесь их застали врасплох воины Оды, которые напали под прикрытием дождя. Битва закончилась поражением войск Имагава, во время которой Ёсимото погиб. Его голову получили двое гвардейцев Оды Нобунаги. Впоследствии она была передана побежденным при условии сдачи захваченных замка Одака и фортов.
Смерть Ёсимото привела к освобождению рода Мацудайра из под протектората Имагава. В дальнейшем род Имагава был уничтожен силами Токугавы Иэясу и Такэды Сингэна.